# Gertrude Duby Blom

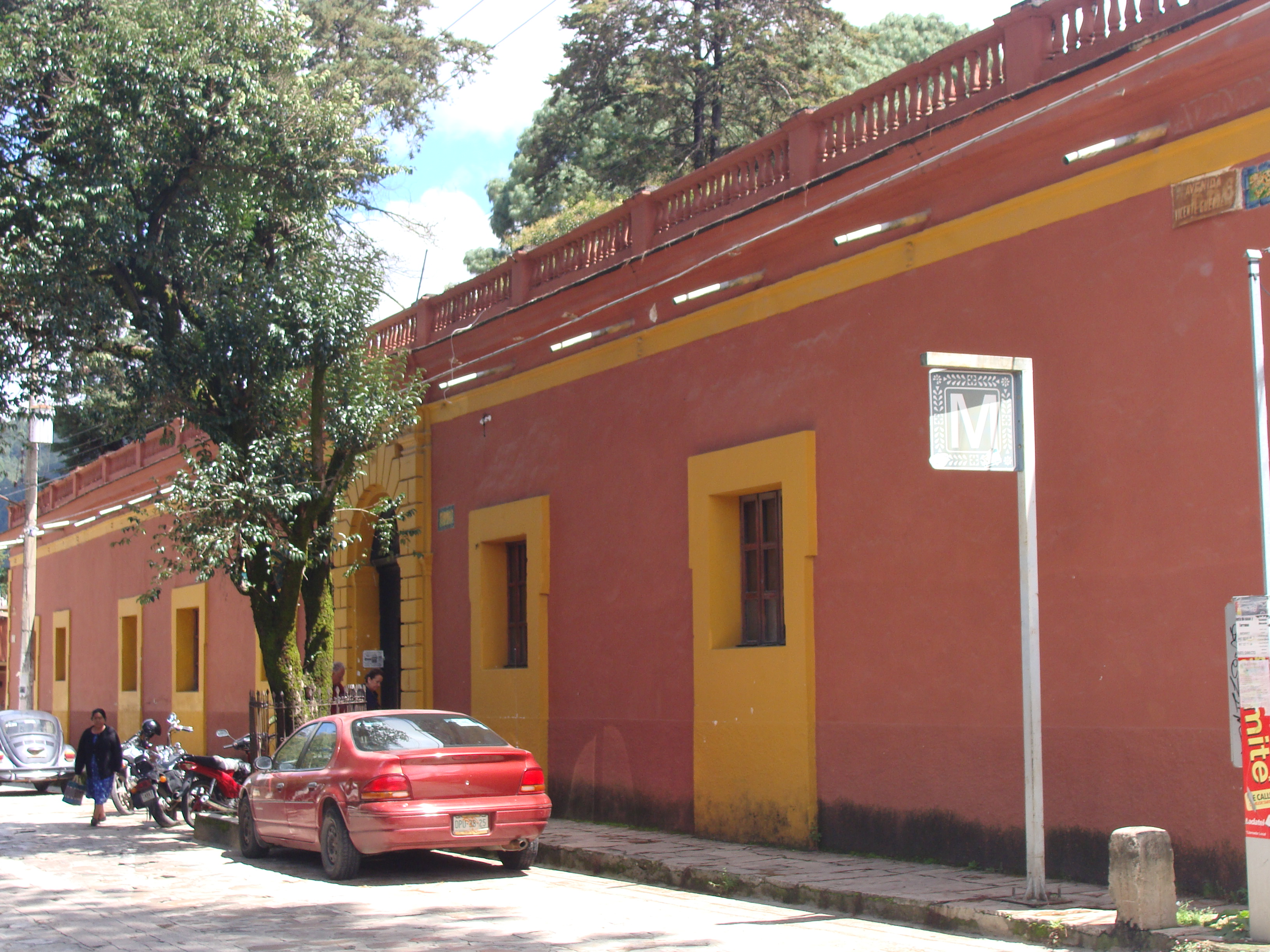
Casa Na Bolom en San Cristóbal de las Casas, Chiapas.

Gertrude Duby Blom, conocida como Trudy (nombre de soltera: Gertrude Elizabeth Loertscher), (Berna, Suiza; 1901 - San Cristóbal de Las Casas, México; 1993) fue una periodista, fotógrafa, trabajadora social y etnógrafa suiza, que trabajó durante más de cincuenta años en la selva lacandona documentando la vida de los indígenas y la depredación de esa región selvática del sureste de México.
Ganadora del Premio Chiapas en 1980 y el Reconocimiento del PNUMA (ONU) como “Primera mujer ecologista en las Américas” en 1991.

## Biografía
Con 17 años dejó el hogar familiar en el Cantón de Berna y estudió dos años jardinería, para posteriormente estudiar trabajo social en Zúrich.
Finalmente emigró a Inglaterra y a Italia. Se unió a los 23 años al Partido Laborista inglés durante su residencia en el Reino Unido donde radicó haciendo reportajes para periódicos suizos. Para aprender italiano, viajó a Florencia en donde se comprometió en la lucha social y participó en movimientos antifascistas. Fue arrestada y encarcelada junto con otros socialistas, y más tarde deportada a la frontera suiza. De regreso a su país de origen se casó con su paisano Kurt Duby, cuyo apellido llevaría hasta la muerte pese a  haberse divorciado de él poco tiempo después de su matrimonio.
Viajó a Alemania en donde se casó por segunda ocasión con un ciudadano alemán, sólo para fines de lograr su inmigración en el país. Más tarde siguió su tarea de periodista y se unió al Partido Socialista de los Trabajadores. A partir de 1933 fue perseguida por los nazis, lo que le hizo volver a Suiza y después, ya en 1940, vía Francia, emigrar a México junto a otros refugiados, socialistas, comunistas y judíos.
En este país donde residió de manera definitiva y del que adoptó la nacionalidad, conoció a un arqueólogo de Dinamarca de apellido Blom, inmigrante como ella, a quien le compró un aparato fotográfico con el que aprendió los secretos del oficio que se volvería central en su actividad profesional.

## Su vida en México
Establecida su relación con el arqueólogo danés Frans Blom, en 1943 viajaron juntos a Chiapas para establecerse a fin de hacer investigaciones y documentar acerca de la selva lacandona y sus indígenas. Hicieron su residencia en San Cristóbal en donde fundaron una casa-hotel-museo a la que llamaron Na Bolom (La casa del jaguar, en maya tzotzil), y desde la que expusieron al mundo la realidad de la etnia lacandona y la grave depredación a la que estaba siendo sometida esa región selvática. A la muerte del arqueólogo danés, en 1963, “Trudy” continuó con las tareas de investigación, fotografía y etnográfica, hasta el fin de sus días en 1993.
En Na Bolom se dio hospedaje a los lacandones que iban a la ciudad y en el recinto se estableció un museo, hoy institucionalizado, que cuenta con una colección de más de 40 000 fotografías de las comunidades indígenas del estado de Chiapas así como salas mostrando arte religioso, utensilios, textiles y artesanías principalmente de los lacandones pero también de otras etnias regionales como los tsotsiles y los tseltales. Hay también un vivero que contiene una serie de especies vegetales en riesgo de extinción que ha sido punto de partida para campañas de salvamento y rescate de algunas de esas especies.

## La Mujer
Gertrude Duby, Se hacía llamar la oveja negra de la familia, debido a sus ideas de justicia social, armonía ambiental e igualdad de género, uno de sus mayores escándalos fue cuando la arrestaron en Florencia por su militancia socialista, su padre la renegó como hija y adoptó el apellido su primer esposo Kurt Duby. Gertrude heredó el carácter de su abuelo materno Johannes Ritschard, quien obtuvo varios cargos en Suiza. Políticos de la época lo denominaban provocador nato y años más tarde se diría lo mismo de su nieta.
Trudy era una mujer con gran pasión, fuerte, aguerrida, rebelde, imparable, que no dudaba en expresar su opinión o malestar, no olvidaba nada ni a nadie y si llegaba a suceder era porque ella decidió olvidar.
Fue una mujer muy noble que siempre estaba a favor de las causas justas e intentaba ayudar a todo a quien pudiese. Trudy siempre era vista arreglada, maquillada y luciendo sus joyas, una mujer muy adelantada en su época tanto en sus ideas como en su forma de expresarse y vestir, a pesar de ser pequeña era una mujer muy imponente y única.